# Rückschlagarmatur

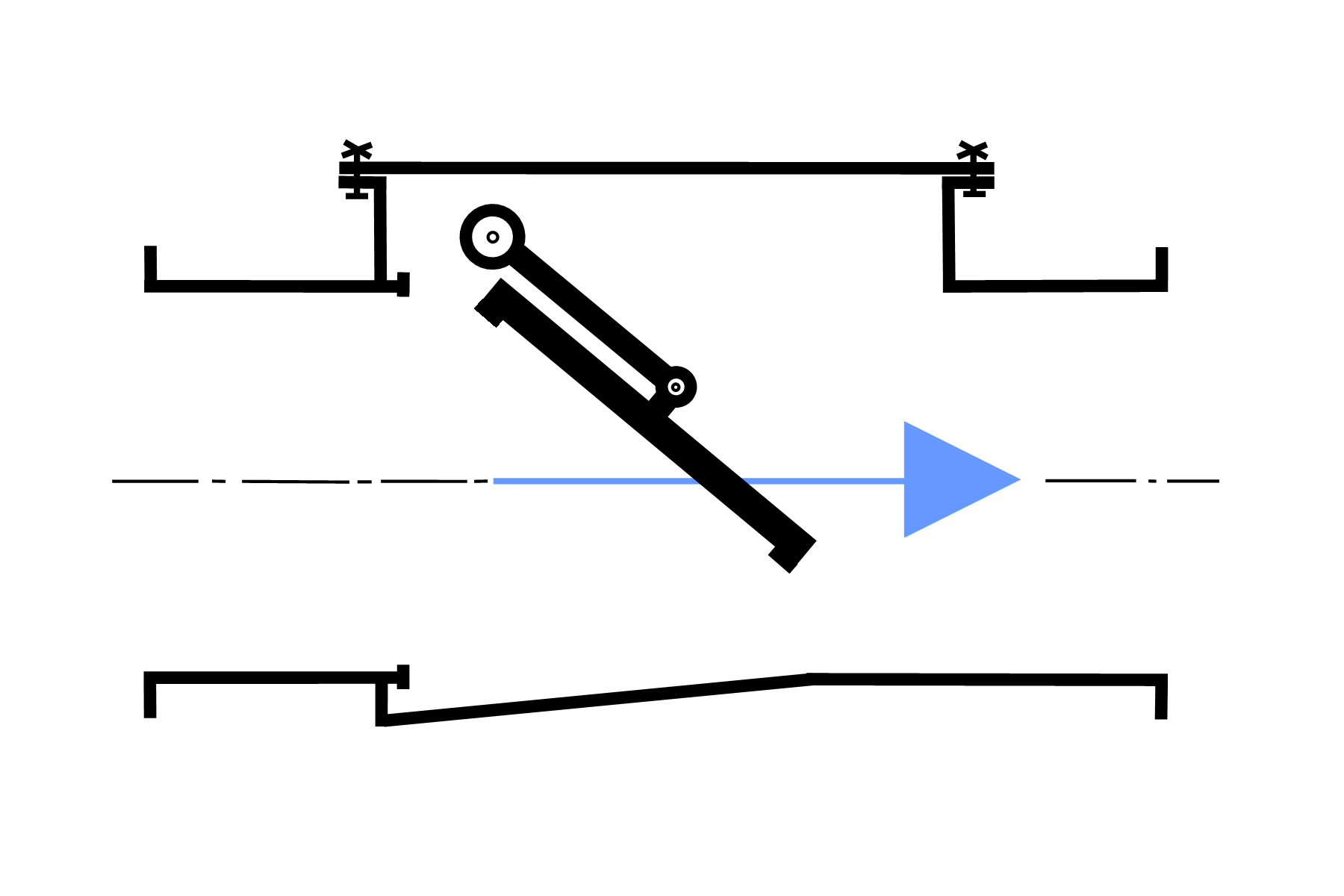
Rückschlagklappe, Prinzipskizze

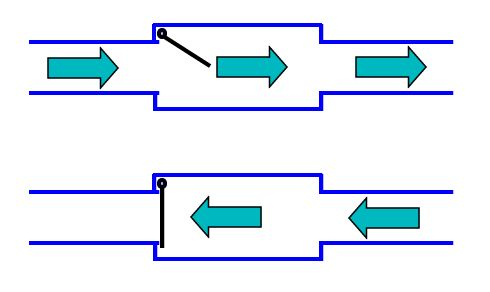
Rückschlagklappe, Prinzipskizze

Eine Rückschlagarmatur ist ein Bauteil, welches die Strömung eines Fluids (Flüssigkeit, Gas) in nur einer Richtung zulässt.

## Allgemeines

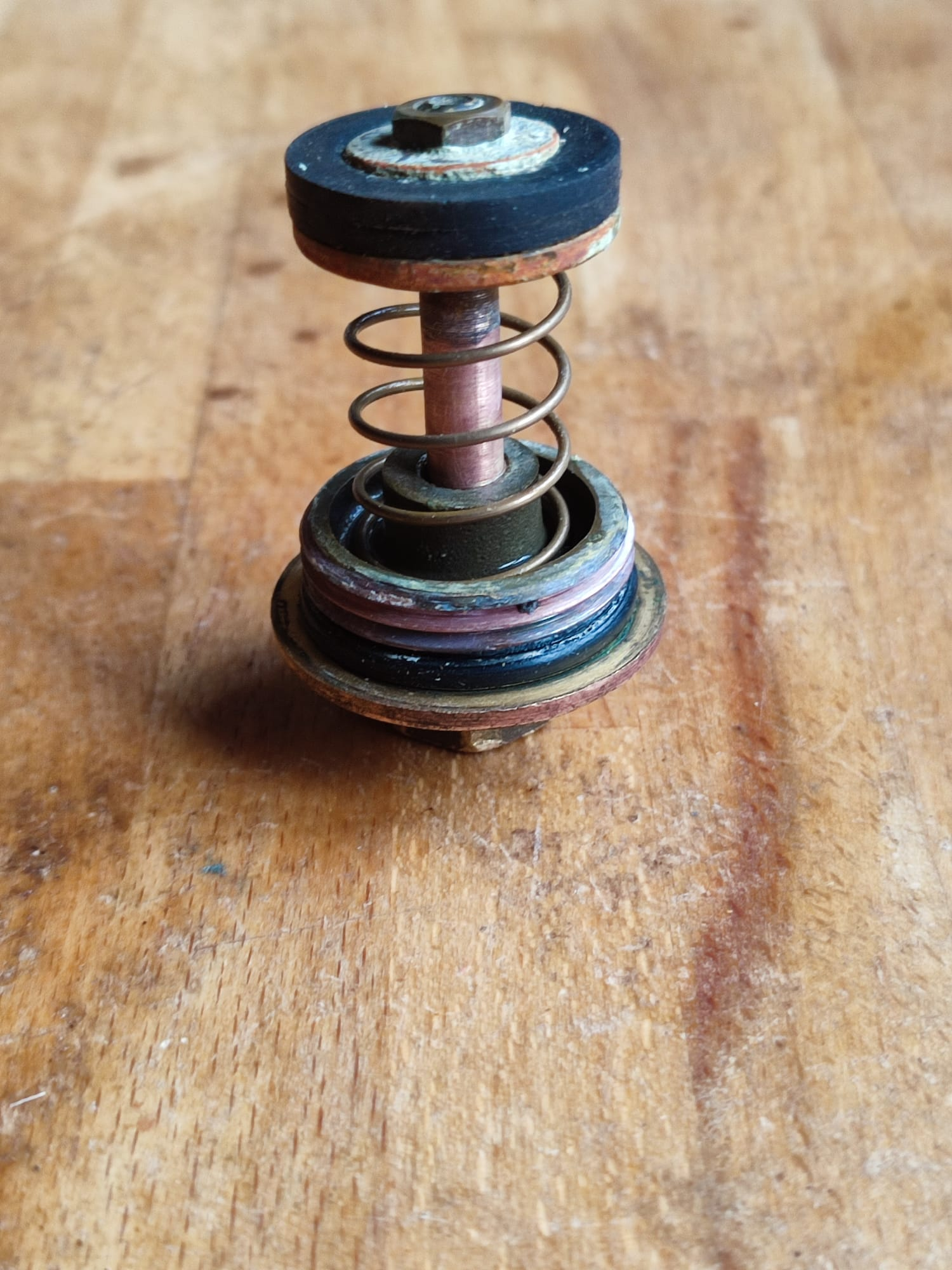
Rückschlagventil mit Feder (Kaltwasserleitung einer Heizung)

Bei federbelasteten Rückschlagarmaturen wird das Schließelement in einer Richtung durch die Feder geschlossen, in der anderen Richtung dagegen vom Druck des strömenden Fluids freigegeben. Hierbei wird entweder eine Kugel, ein Kegel, eine Klappe oder eine Membran in den jeweiligen Dichtungssitz gedrückt. Steht in der Durchlassrichtung ein Druck an, der die Rückstellkraft der Feder überwinden kann, wird das dichtende Element vom Sitz abgehoben und der Durchfluss ist frei.
Bei Rückschlagarmaturen ohne Feder wird das Dichtelement entweder durch die Schwerkraft oder den Fließdruck des strömenden Fluids in den Dichtungssitz gedrückt.
Viele einfache Rückschlagventile haben einen sehr hohen Strömungswiderstand. Um den Druckverlust zu begrenzen, ist es oft sinnvoll, ein Rückschlagventil mit einer um ein oder zwei Stufen größeren Nennweite als die der angeschlossenen Leitung zu wählen.

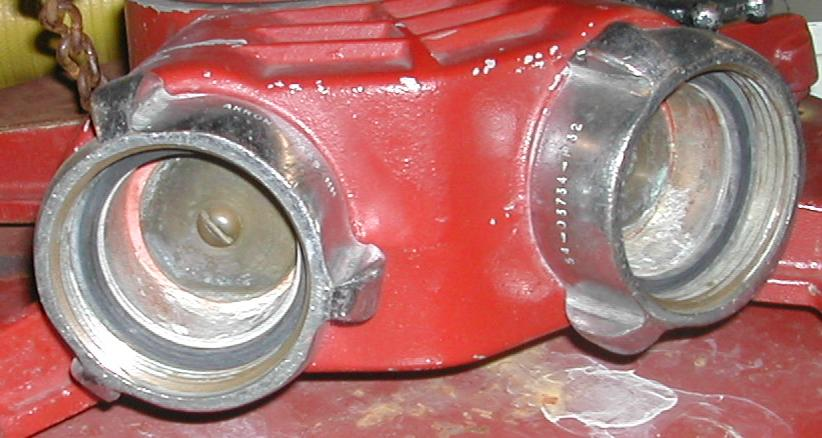
Rückschlagventile an einem Monitor der Feuerwehr

## Einteilung

### Nach Funktion
- Rückflussverhinderer bzw. Rücklaufverhinderer – allgemeine Bezeichnung z. B. bei Geräteanschlussventilen zum Anschluss eines Geschirrspülers oder einer Waschmaschine, um zu verhindern, dass bei einer Wasserabsperrung Wasser aus dem Anschlussschlauch in die Trinkwasserleitung zurück fließen kann.
- Konvektionssperre, Konvektionsbremse, Schwerkraftbremse – im Gegensatz zum Rücklaufverhinderer meist leichtgängiger (entspricht einem geringeren Druckverlust durch die Armatur), da nicht sicherheitsrelevant; auch mit leichter, planmäßiger Undichtigkeit:
  - um einen Druckausgleich in Sperrrichtung zu ermöglichen (z. B. bei leichter Volumenänderungen infolge von Temperaturunterschieden)
  - um etwa den Durchtritt von Luftblasen in Fließrichtung zu ermöglichen, während zugleich die thermische Konvektion unterbunden wird.

### Nach Bauart
- Rückschlagklappe – Anwendung z. B. als Schwerkraftbremse oder Rückflussverhinderer im Heizkreislauf und Warmwasserzirkulation sowie als Rückflussverhinderer im häuslichen Abwassersystem
- Rückschlagventil, in zwei Bauformen:
  - Tellerrückschlagventil – in der Gebäudeinstallation auch üblich in Kombination mit Schrägsitzventil bzw. Freistromventil (= KFR-Ventil). oder als Filter-Druckminderer-Rückflussverhinderer-Kombination, sowie federbelastet und in umgekehrter Einbaulauge als Strömungswächter in der Gasinstallation und als Wasserstop (Schlauchplatzsicherung) an Haushaltsgeräten

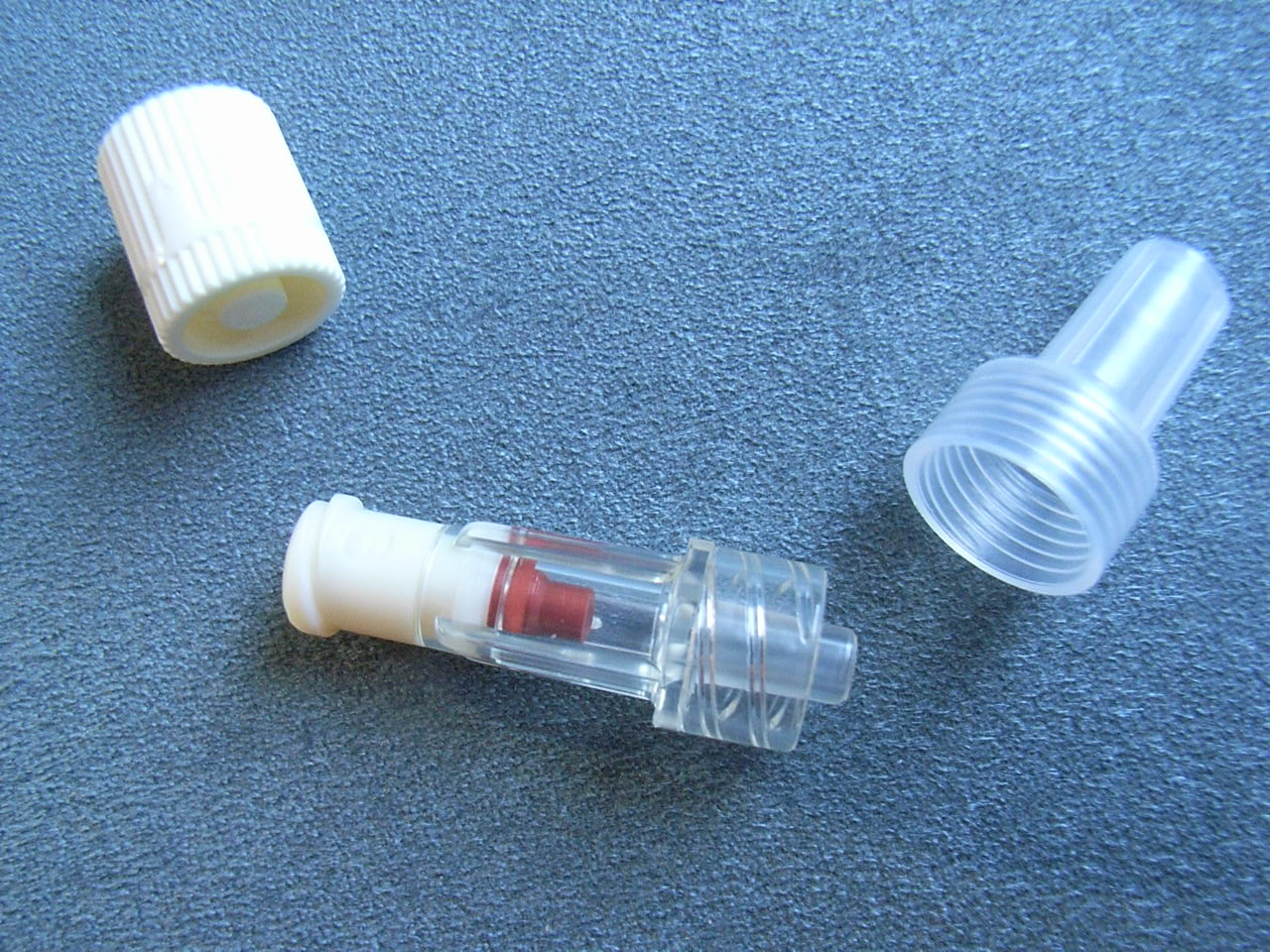
Rückschlagventil für die Verwendung in der Infusionstherapie

  - Kugelrückschlagventil

## Bauformen

### Rückschlagventile
- einfach, mit zwei geraden Oliven, ganz aus Glas finden im Labor Verwendung
- nach Friedrichs-Antlinger aus Glas, mit austauschbarem Ventilkegel aus Kunststoff
- steriles Rückschlagventil aus Kunststoff für Infusionen
- Rückschlagventil, eingebaut in Wasserstrahlpumpe

#### Kugelrückschlagventil
Das Kugelrückschlagventil besteht aus einer Verengung, die durch eine Kugel verschlossen wird. Die Kugel wird durch Schwerkraft oder von einer Feder auf die Verengung gedrückt und verschließt den Durchgang. Das Medium kann nicht hindurchströmen. Derartige Ventile sind in der gesperrten Richtung in der Regel hermetisch dicht.
Wenn das Medium von unten entgegen der Schwerkraft oder der Feder auf die Kugel drückt und die Kraft des Mediums auf die Kugel die Kraft der Feder überwiegt, kann das Medium durch das Ventil hindurchströmen.

#### Rückschlagventil, entsperrbar

Prinzipskizze Tellerrückschlagventil – der Flüssigkeitsstrom drückt den Teller nach links, wodurch dieser die Durchflussöffnung freigibt

Spezielle Rückschlagventile können in Sperrrichtung freigegeben werden. Hierzu wird entweder ein Bypass geöffnet oder das bewegliche Dichtelement wird (mechanisch) vom Dichtungssitz abgehalten, um in beide Richtungen einen freien Durchfluss zu ermöglichen. Im Unterschied zu einigen anderen steuerbaren Ventilen (Wegeventilen) ist das Ventil in der „Gesperrtstellung“ absolut dicht und kann so Lasten wie z. B. Hydraulikzylinder sicher oder die Gewichtskraft des Dichtelements schließen halten. Zu einer typischen Anwendungen gehört der hydraulische Wagenheber. Das Rückschlagventil hält die Last sicher. Der Hydraulikkolben kann erst zurückfahren, wenn das Bypass-Ventil geöffnet wird.

#### Tellerrückschlagventil

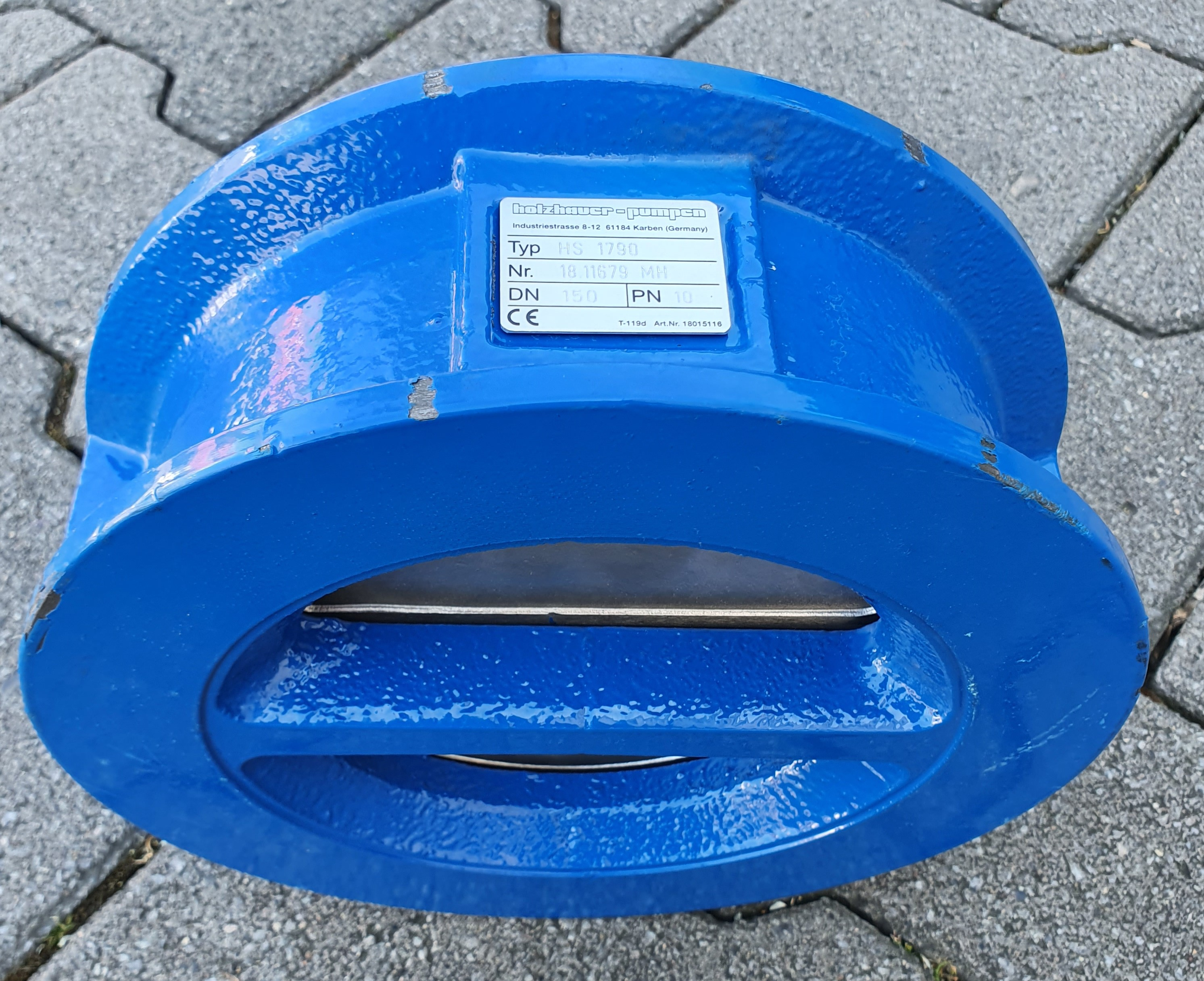
Tellerrückschlagventil für Wasserleitungen

Bei einem Tellerrückschlagventil sorgt der Strom des Mediums, die Schwerkraft oder eine Feder für die Sperrung des Ventils. Der Dichtkörper ist in Form einer flachen Platte oder eines Tellers ausgeführt. Zur Führung wird ein Bolzen oder Stift verwendet. Ein Beispiel für die Anwendung dieser Bauart ist das Fahrrad-Blitzventil oder das Ventil am Autoreifen.

##### Konvektionssperre, Konvektionsbremse, Schwerkraftbremse

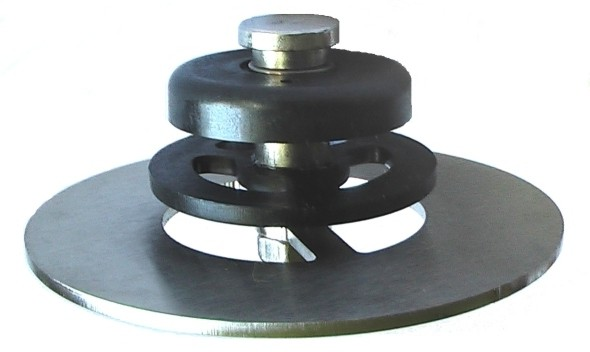
Konvektionsbremse zum Einbau in eine 1"-Rohrverschraubung,

Diese leichtgängige Sonderform des Tellerrückschlagventils wird in thermischen Solaranlagen, Warmwasser-, Heizungs- und Lüftungsanlagen verwendet, wo sie die unerwünschte freie Konvektion innerhalb der Anlage und damit Wärmeverluste verhindert, wenn die Pumpe ausgeschaltet ist. Diese Rückschlagventile sind meist so ausgelegt, dass sie dem Volumenstrom wenig Widerstand entgegensetzen und entgegen der Flussrichtung nicht völlig dicht sind, um einen Volumenausgleich beim Abkühlen zu ermöglichen und bei flüssigen Medien Gasblasen (sog. Luftschleuse) passieren zu lassen.

### Rückschlagklappe, Rückstauklappe

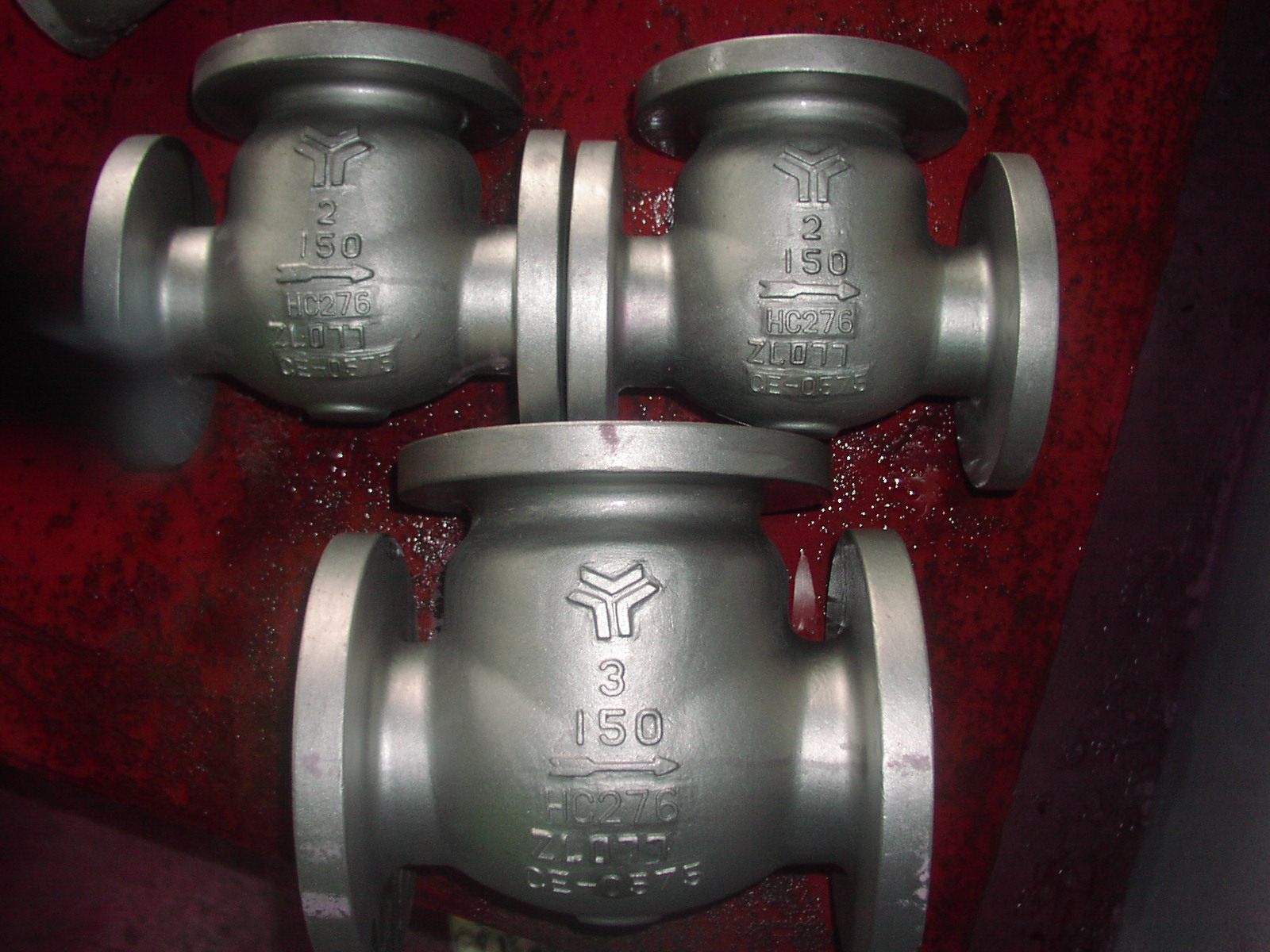
Industrielle Rückschlagklappen aus einer Nickellegierung

Für flüssige Medien, mittlere Nennweiten (etwa 80–600 mm) und alle Druckstufen (bis 600 bar) werden oft einfache, eigengewichtgesteuerte Rückschlagklappen verwendet. Sie werden mit Flansch- oder Anschweißenden gefertigt und bestehen in der Regel aus Gusseisen, Stahlguss oder geschmiedetem Stahl.
Rückschlagklappen unterscheiden sich von Tellerventilen dadurch, dass das Dichtelement einseitig drehbar gelagert ist, während es bei Tellerventilen axial geführt wird.
Rückschlagklappen werden in Abwasserleitungen (Grundleitungen) von Gebäuden eingesetzt, wenn sich Entwässerungsgegenstände unter der Rückstauebene befinden, um zu verhindern, dass Schmutzwasser bei einer Überlastung der öffentlichen Kanalisation in die häuslichen Abwasserrohre zurückgedrückt wird.
Rückschlagklappen werden gelegentlich auch im Heizungsvorlauf und in der Warmwasserzirkulationsleitung hinter der Pumpe eingebaut, um eine Rückströmung des Warmwassers zu verhindern.

## Anwendungen
- Im Saugkorb an Feuerwehrpumpen verhindert ein Rückschlagventil, dass der Saugschlauch leer läuft, wenn die Pumpe nicht in Betrieb ist.
- Merkbolzen bei Fallmantelhydranten
- Zwillingsrückschlagventile in hydraulischen Linearantrieben
- Reifenventil an Fahrzeugreifen
- In der Medizin verhindert das Heimlichventil das Ansaugen von Luft bei der Thoraxdrainage.
- In der Biologie bewirken Venenklappen die richtige Flussrichtung des Blutkreislaufs.
- Ein kombiniertes Freistromventil mit Rückflussverhinderer (KFR-Ventil) ist üblicherweise ein Schrägsitzventil mit eingebautem Rückschlagventil
- Schmiernippel
- In einigen Musikinstrumenten (z. B. Dudelsack) verhindern Ventile das Zurückströmen von Luft